# Metacatharsius omoensis
Metacatharsius omoensis är en skalbaggsart som beskrevs av Müller 1941. Metacatharsius omoensis ingår i släktet Metacatharsius och familjen bladhorningar. Inga underarter finns listade i Catalogue of Life.